# Покотиловский поселковый совет
Покоти́ловский поселко́вый сове́т — входит в состав Харьковского района Харьковской области Украины.
Административный центр поселкового совета находится в пгт Покотиловка.

## История
- 1920, согласно сайту ВРУ — дата образования сельского Совета депутатов трудящихся в составе … волости Харьковского уезда Харьковской губернии Украинской Советской Социалистической Республики.
- С 1923 года — в составе Харьковского района Харьковского округа, с 1932 — Харьковской области УССР.
- 1959 — совет стал из сельского поселковым после получения Покотиловкой статуса посёлок городского типа (пгт).
- 2012 — согласно постановлению от 06.09.2012 года № 5215-VI, 42 гектара земель поссовета были присоединены к городу Харькову; одновременно другие 11 га были переданы от Харькова Покотиловскому поселковому совету.[2]

## Населённые пункты совета
- пгт Покотиловка